# 早川正紀

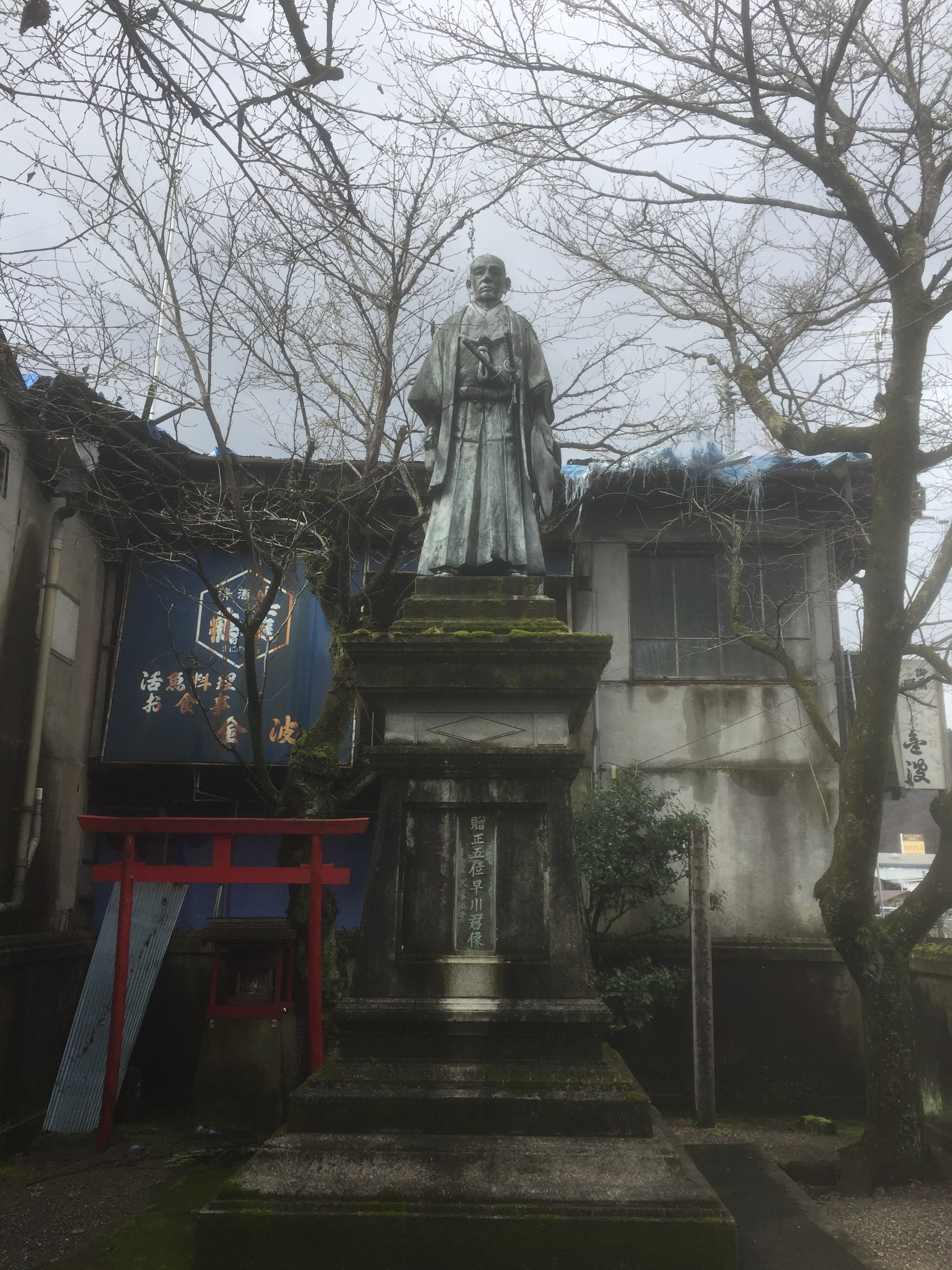
重願寺（岡山県真庭市）の一角にある早川正紀の銅像（福崎日精作）

早川 正紀（はやかわ まさとし、1739年（元文4年） - 1808年12月26日（文化5年11月10日））は江戸時代の旗本。通称は八郎左衛門。名前については「まさのり」「まさつな」と読む説もある。名代官と評される人物の一人であり、真庭市久世の人たちからは「早川代官」と呼ばれている。妻は、三宅源兵衛直榮の娘。

## 生涯

### 幼少期～御勘定時代
笠間藩主井上河内守の家臣・和田市右衛門直舎の次男として、江戸に生まれる。幼名は岩之助。後に伊兵衛、八郎左衛門と改めていく。その後、徳川御三卿の一つである田安徳川家家臣早川伊兵衛正諶の養子となったが、1766年（明和3年）正紀が28歳の時、幕臣の早川宗家に跡継ぎが無いため、幕府に許されて宗家を継いだ。
1769年（明和6年）31歳の時に勘定奉行所勘定役に出世し、1781年（天明元年）まで在職。その間、財政、土木上の貢献が大きく、中でも特筆に値するのは、関東諸国の河川工事の功労である。1775年（安永4年）には幕府から報奨として、時服2領、黄金2枚を賜っている。

### 尾花沢代官時代
1781年（天明元年）に出羽国尾花沢（山形県尾花沢市）の代官に任命され、1787年（天明7年）まで務めた。その間、1783年（天明3年）に天明の大飢饉を経験している。特に影響のあった東北地方にあって、飢饉を人災と捉え、正紀自ら唱えていた「6本の戒」により切り抜けた。「6本の戒」とは以下のとおり。
- 深酒をすごすは病を生ずる本なり
- 言を敬まざるは災いの本なり
- 思案せざるはあやまちの本なり
- 私慾深きは身をころす本なり
- 倹約ならざるは困窮の本なり
- 怒をこらえざるは争の本なり[2]

正紀の考えは、凶作の対応に留まらず、百姓たちの生き方にまで及んだ。

### 久世・笠岡代官時代

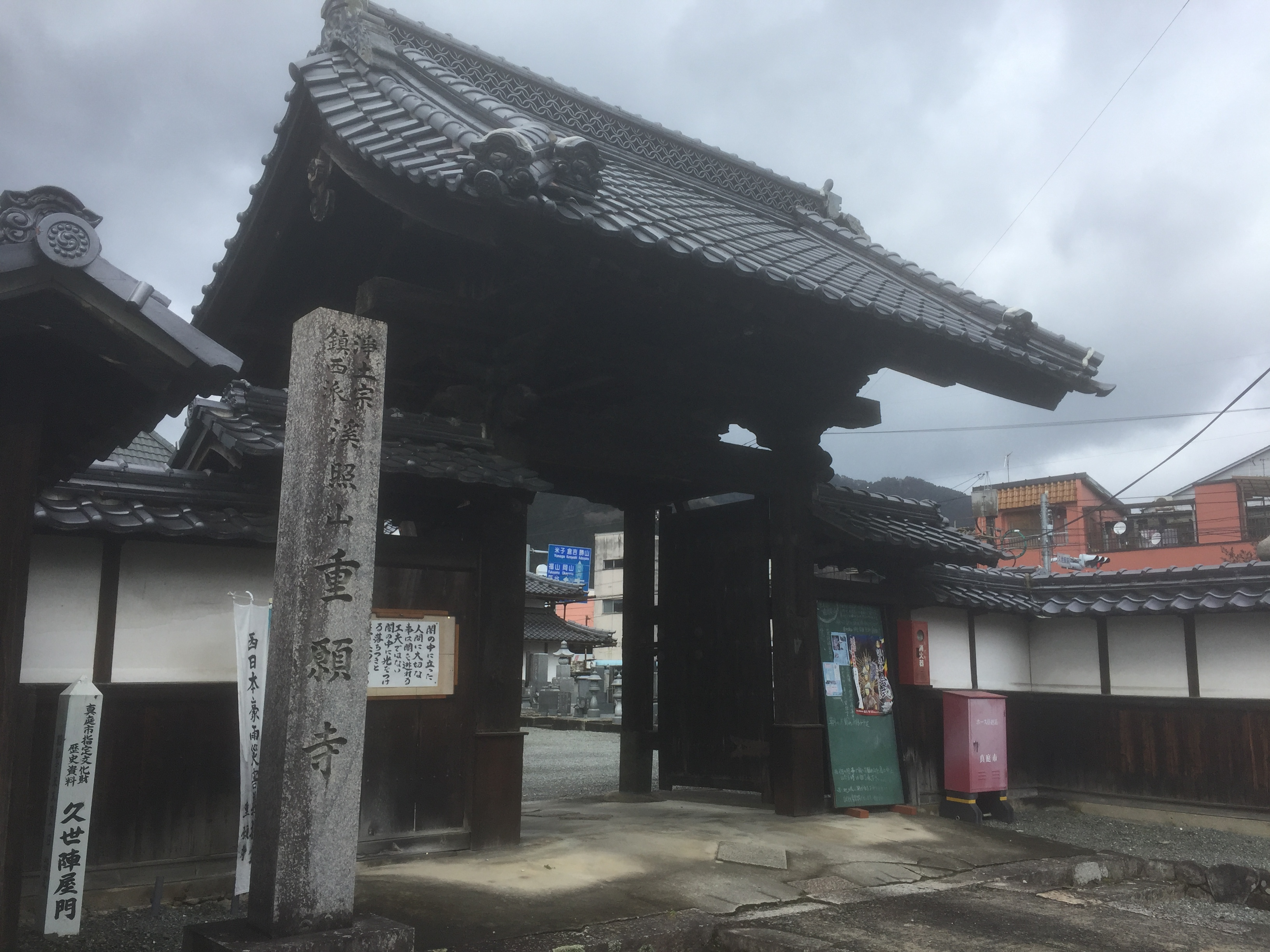
重願寺の山門

1787年（天明7年）、正紀49歳の時に、前任の守屋彌三左衛門に代わって美作国久世（岡山県真庭市）の代官となり、大庭郡41ヶ村、西々條郡33ヶ村、阿賀郡13ヶ村、哲多郡12ヶ村と実に、2国4郡99ヶ村を治めた。当時の久世代官所は、重願寺の近くにあった。現在、重願寺の山門が代官所門を移築したものとされている。
赴任当初、前任より放置されていた庶民からの訴訟書類に驚嘆したという。管内農村を親しく巡回して、村の現状や民意の把握に努め、赤子間引きの禁止、質素倹約の奨励、教育の奨励、風紀の改善、地域産業となる虎斑竹の保存などを行なった。尾花沢時代に経験した飢饉を受け、年貢の収取方法を「定免方式」から「検見方式」へ変えたことも大きい。代官が通りかかった際の庶民による土下座も禁止している。
1788年（天明8年）には、もともと蓑笠之助（石見国大森代官の兼任）と2人で務めていた備中国笠岡代官（岡山県笠岡市）を、正紀ひとりが務めることになる。これにより、久世と笠岡の兼務となった。また、備中倉敷代官も半年ほど務めている。
前任代官の任期期間が、およそ2年だったのに対し、正紀は14年も務めている。その間、吉岡銅山の再興・弁柄生産の保護、奥津温泉の再興、社殿の再建、山間の交通を安全にするため十國茶屋を設け、消防・自警・冠婚葬祭の制度を整え、庶民に対して善行表彰を積極的に行なった。褒状、褒詞、謁見、金品の賜興、苗字帯刀を薦めた。寛政の日本三名代官とも称されている。ちなみに、他の2名は岡田寒泉、竹垣直温である。
庶民に慕われていた正紀は、異動とならないよう、庶民によって4回にもわたり歎願書が出されている。
- 1回目は1795年（寛政7年）に大庭・西々條郡惣代連署で出された久世陣屋存続歎願書
- 2回目は1798年（寛政10年）に美作5郡99か村惣代連署で出された早川代官留任歎願書
- 3回目は1801年（享和元年）に美作5郡135か村惣代連署で出された早川代官留任歎願書
- 4回目は同年に西々條郡3か村惣代連署で出された早川代官留任歎願書[6]。

正紀が久世をあとにする際、見送る人たちは列をなし、500名以上が15キロ先まで続いた、と言う。
正紀は1801年（享和元年）、63歳までの14年間を岡山の地で過ごした。しかしその前年、1800年（寛政12年）に妻を病気で亡くしている。

### 久喜代官時代～亡くなるまで
1801年（享和元年）より1808年（文化5年）まで、すなわち正紀が63歳から70歳まで、武蔵国久喜（埼玉県久喜市）で代官を務め、約10万石の幕府直轄領を治めた。尾花沢や久世、笠岡の経験を生かし、久喜では主に建学、治水、止訟を行なった。享和3年（1803年）には郷学遷善館を設立、利根川や荒川の治水に尽力した。また、サツマイモの栽培を奨励している。
1808年（文化5年）江戸で病没。70歳だった。江戸本所の霊山寺に葬られ、墓標も同境内に建設。戒名は「宝岸院殿到誉源姓離染居士」。
他に、遺愛碑が3基つくられている。1809年（文化6年）に埼玉県の大経寺。同年、真庭郡金屋台の大旦芝。1824年（文政7年）、笠岡の敬業館跡地。そのうち、真庭郡金屋台（現真庭市久世）の碑の前では毎年、早神様の祀りが行なわれていた。現在でも、久世には早川代官の遺徳を偲ぶ、盆踊りに似た「早川踊」がある。また、久世の重願寺の一角には、早川代官の銅像が建っている。
1928年（昭和3年）、正五位を追贈された。

## 早川代官と教育
正紀は、庶民教育機関として教諭所を設置し、民衆の教化をはかった代表例として挙げられる。彼は任地で、久世の典学館、笠岡の敬業館、久喜の遷善館の3つの教諭所を設置した。これらの教諭所は郷学（庶民に習字や素読を教える機関）も兼ねた。

### 久世の典学館と「久世条教」
1787年（天明7年）、久世に赴任した正紀は、自身あるいは御教役による廻村教育を行なった。その後、寺院に毎月、檀家を対象とした教育を義務づけ、さらに広く村民を対象にした教育にも注力した。ちなみに、徳のある村民を教師として置いたと言う。
1791年（寛政3年）に久世教諭所を開設。1794年（寛政6年）に教育の大旨を示達。翌1795年（寛政7年）、久世に典学館を起工。1796年（寛政8年）に完成している。典学館の名前は、常に学問に従事する、という意味である。
典学館の世話役には、久世教諭所建立の世話人でもあった、久世村の蔵屋林兵衛、杉山助太夫、杉山順庵、目木村の大庄屋であった福島三郎左衛門を任命した。特筆すべきは、代官所の出資が皆無。すべて民間出資のみで賄われた点である。それほど、正紀による民衆への教育、教育の必要性が行き届いていたのである。民間出資の学問所は当時、先進的であった。1797年（寛政9年）、それらが評価され、幕府より黄金3枚、時服2領が褒賞として贈られている。
典学館の教師は、代官御雇「御教役」真野民次が兼任。後に、儒者で医者の菊池正因が引き継いでいる。その教育は、武士および農商層の子弟を対象。学問に限らず、行儀やしつけにも及んだと言う。経書、史書、詩文集のほか、孝経、論語、孟子、大学、中庸などを教科書にしていた。
また、正紀の自著「久世条教」も教科書になっていた。内容は下記のとおり。
- 国を支える農業や養蚕に精を出す
- 親に孝行、兄弟は仲良くする
- 相手の言い分も聞き、すぐ訴訟しない
- 無駄を省き、社会を豊かにする
- 年貢等の税はきちんと納める
- 間引きは絶対にしない
- お互いに尊敬し、礼儀正しくする[15]。

### 笠岡の敬業館
笠岡においても、教育を求める有識者の意見書を受け入れるかたちで、寛政9年（1797年）、笠岡村内（現在の笠岡市笠岡）に敬業館を開校した。
敬業館の初代教授には小寺清先（号は楢園。陣屋稲荷宮宮司）が任命された。
敬業館は明治初年に閉鎖されたが、早川の徳を讃える「思徳之碑」と、初代教授小寺を讃える「楢園先生之碑」が残っている。

### 久喜の遷善館
久喜でも、廻村による民衆教化に励んだ。享和3年（1803年）には遷善館を新設した。
晩年には明の洪武帝が民衆教化のために出した『六諭』の解説書である『六教解』を執筆した。